# Mudar as regras do jogo
Mudar as regras do jogo ou deslocar as balizas é uma metáfora, derivada de desportos baseados em golos, como o futebol e o hóquei, que significa mudar a regra ou o critério ("balizas") de um processo ou competição enquanto este ainda está em curso, de tal forma que o novo golo ofereça a um dos lados uma vantagem ou desvantagem.

## Etimologia
Esta frase é de origem britânica e deriva de desportos que usam balizas. O uso figurativo alude à injustiça percebida em mudar o objetivo que se está a tentar alcançar depois de o processo em que se está envolvido (como um jogo de futebol ) já ter começado.

## Falácia lógica
Mover as balizas é uma falácia informal na qual as evidências apresentadas em resposta a uma alegação específica são descartadas e alguma outra evidência (geralmente maior) é exigida. Ou seja, após uma tentativa de golo, as balizas são movidas para impedir a tentativa. O problema de mudar as regras do jogo é que o significado do resultado também muda.

## Uso
Alguns incluem esta metáfora como uma descrição de uma tática de assédio moral no local de trabalho. Nestes casos, a redefinição dos objetivos de outra pessoa pode ser intencionalmente concebida de modo a garantir que ela nunca consiga finalmente atingir os objetivos em constante mudança.

## Uso não metafórico

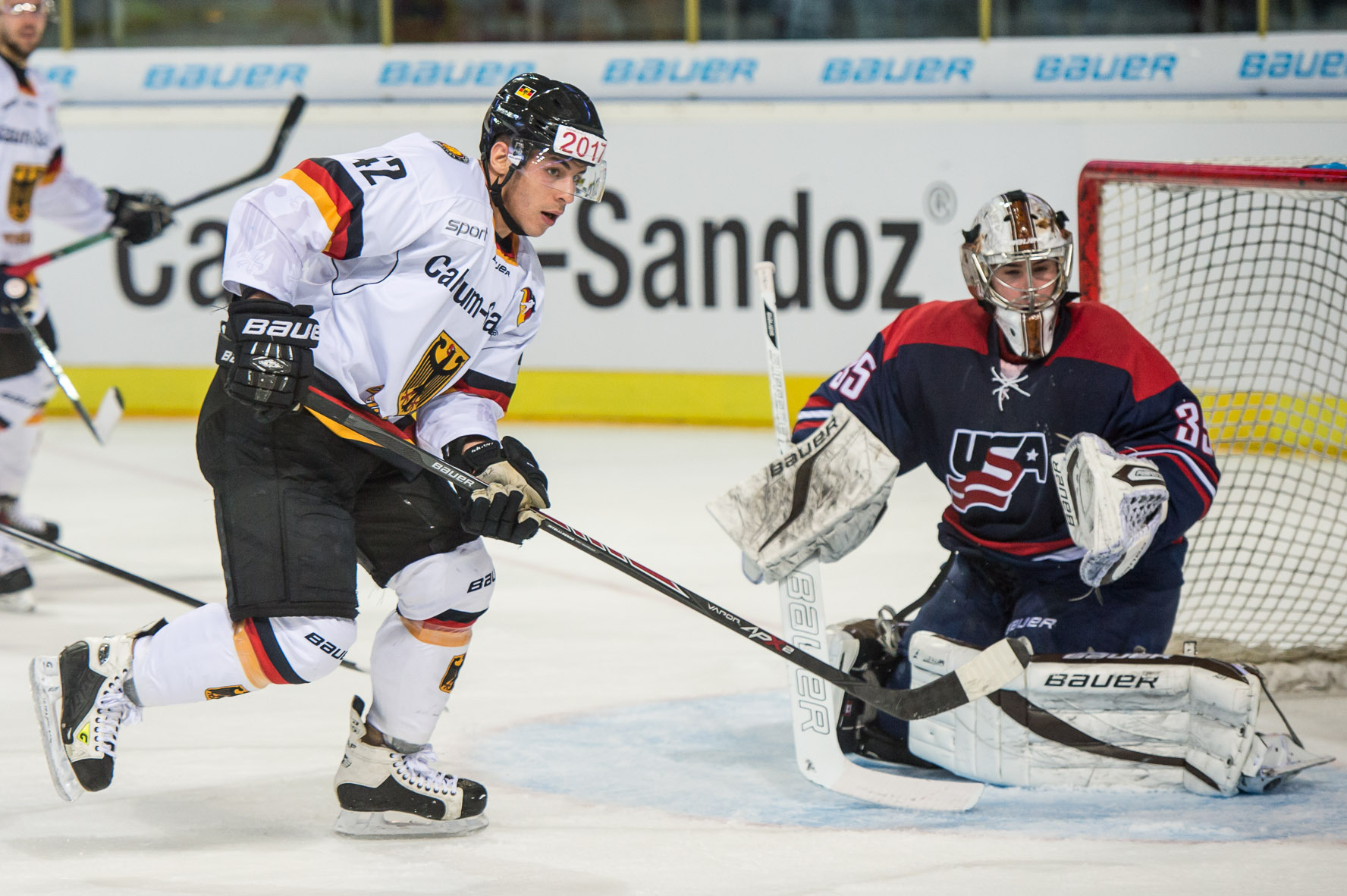
O guarda-redes David Leggio (na baliza à direita) movia regularmente a baliza como estratégia para parar o jogo até que a tática foi proibida.

Mover deliberadamente a baliza constitui uma falta profissional no râguebi e um ato injusto no futebol americano. Os árbitros têm carta branca para aplicar qualquer penalidade que considerem adequada, incluindo conceder pontuação por qualquer tentativa de golo perdida ou invalidar qualquer golo marcado em razão de balizas movidas. Tanto no râguebi como no futebol americano, as traves da baliza são fixadas no chão; a distância que elas podem ser movidas (mais facilmente no futebol americano, puxando uma das extremidades da trave para baixo para inclinar ambas as traves para a esquerda ou para a direita) é muito mais restrita. Mover inadvertidamente as traves durante uma comemoração de touchdown é uma penalidade de conduta antidesportiva de 15 jardas contra a equipa infratora.
A movimentação das traves é comum no hóquei no gelo, onde o contacto físico com as traves é comum. Se as traves forem arrancadas dos seus lugares durante o jogo, o jogo será interrompido até que a baliza seja recolocada no lugar. Se as traves forem movidas deliberadamente para impedir um adversário de marcar, o adversário pode ter direito a um penálti; se o guarda-redes fizer isso, ele pode ser expulso do jogo, uma regra imposta na maioria dos níveis do jogo em 2014, depois que David Leggio moveu deliberadamente as traves durante uma escapada de duas pessoas, acreditando que teria uma chance melhor de parar um penálti. Leggio mais tarde usou a tática na Deutsche Eishockey Liga, onde jogou desde 2015; essa liga ainda não havia proibido a manobra, mas prontamente o fez após a primeira tentativa de Leggio de usar a tática. A DEL, em vez disso, atribui automaticamente o golo à equipa adversária. A Liga Nacional de Hóquei aprovou esta regra em 2019.
Em 2009, o guarda-redes dinamarquês Kim Christensen foi filmado a mover a baliza para ganhar vantagem sobre a equipa adversária. A mudança de posição de Christensen nas traves da baliza foi descoberta por um árbitro cerca de 20 minutos após o início do jogo, mas Christensen não sofreu nenhuma suspensão ou multa pelas suas ações.
Em maio de 2022, um escândalo estourou quando um vídeo publicado pelo Aftenposten mostrou o guarda-redes do Viking FK, Patrik Gunnarsson, reduzindo o tamanho da sua baliza movendo as traves em 15-20 centímetros, após a inspeção do árbitro, mas antes do início do jogo, em jogos em casa durante a temporada de 2022.